# Black Mass (soundtrack)
Black Mass is de originele soundtrack van de film met dezelfde naam, gecomponeerd en geproduceerd door Tom Holkenborg aka Junkie XL en werd op 11 september 2015 uitgebracht door WaterTower Music.
De filmmuziek die Holkenborg schreef werd uitgevoerd door de Hollywood Studio Symphony, bestaande uit een tachtig-koppig orkest onder leiding van Nick Glennie-Smith. De opnames vonden plaats in de Eastwood Scoring Stage bij de Warner Bros. Studios.

## Nummers
| Nr. | Titel                                         | Duur |
| --- | --------------------------------------------- | ---- |
| 1   | Black Mass Opening Title                      | 1:10 |
| 2   | Boston Crime Lord                             | 3:15 |
| 3   | John Collolly                                 | 1:56 |
| 4   | Bulger Burial Ground                          | 1:21 |
| 5   | My Boy                                        | 4:05 |
| 6   | Don't Wake Him Up                             | 3:06 |
| 7   | You Got Two Minutes                           | 1:24 |
| 8   | Aspirin                                       | 1:13 |
| 9   | No Drugs, No Murder                           | 1:46 |
| 10  | I Will Pull The Plug Myself                   | 2:36 |
| 11  | When You Wake Up In The Morning               | 2:33 |
| 12  | It's Just The Beginning                       | 3:57 |
| 13  | Martorano                                     | 3:46 |
| 14  | Did You Ever See Whitey Bulger Murder Anyone? | 2:44 |
| 15  | Thanks To Whitey                              | 2:17 |
| 16  | Jimmy And Marianne                            | 2:40 |
| 17  | You'll Be Sorry                               | 2:06 |
| 18  | Boston Globe                                  | 4:15 |
| 19  | Valhalla                                      | 3:22 |
| 20  | Strictly Criminal                             | 4:55 |
| 21  | Take Care Kid                                 | 6:59 |